# São Léo Open 2022 - Doppio
Fabiano de Paula e Júlio Silva hanno vinto l'ultima edizione che si è svolta nel 2012.
In finale Guido Andreozzi e Guillermo Durán hanno sconfitto Felipe Meligeni Alves e João Lucas Reis da Silva che si sono ritirati sul punteggio di 5–1.

## Teste di serie
1. Guido Andreozzi /  Guillermo Durán (campione)
2. Boris Arias /  Federico Zeballos (quarti di finale)

1. Daniel Dutra da Silva /  Luis David Martínez (primo turno)
2. Grigoriy Lomakin /  Damian Wenger (primo turno)

## Wildcard
1. Fernando Yamacita /  Nicolas Zanellato (primo turno)

1. Lorenzo Esquici /  João Fonseca (quarti di finale)

## Tabellone

### Legenda
| - Q = Qualificato - WC = Wild card - LL = Lucky loser | - ALT = Alternate - SE = Special Exempt - PR = Protected Ranking | - w/o = Walkover - r = Ritirato - d = Squalificato |

|  | Primo turno | Primo turno                      | Primo turno                | Primo turno            | Primo turno            |  |  | Quarti di finale | Quarti di finale                 | Quarti di finale         | Quarti di finale         | Quarti di finale         |                 |   | Semifinali | Semifinali                       | Semifinali                       | Semifinali                                     | Semifinali                                     |                                                |    | Finale | Finale | Finale | Finale | Finale |  |
|  |             |                                  |                            |                        |                        |  |  |                  |                                  |                          |                          |                          |                 |   |            |                                  |                                  |                                                |                                                |                                                |    |        |        |        |        |        |  |
|  | 1           | G Andreozzi G Durán              | G Andreozzi G Durán        | 6                      | 6                      |  |  |                  |                                  |                          |                          |                          |                 |   |            |                                  |                                  |                                                |                                                |                                                |    |        |        |        |        |        |  |
|  | WC          | F Yamacita N Zanellato           | F Yamacita N Zanellato     | 2                      | 4                      |  |  | 1                | G Andreozzi G Durán              | 4                        | 6                        | [10]                     |                 |   |            |                                  |                                  |                                                |                                                |                                                |    |        |        |        |        |        |  |
|  |             | P Boscardin Dias E Ribeiro       | P Boscardin Dias E Ribeiro | 2                      | 4                      |  |  |                  | N Hardt G Roveri Sidney          | 6                        | 0                        | [4]                      |                 |   |            |                                  |                                  |                                                |                                                |                                                |    |        |        |        |        |        |  |
|  |             | N Hardt G Roveri Sidney          | N Hardt G Roveri Sidney    | 6                      | 6                      |  |  |                  |                                  |                          |                          |                          |                 |   | 1          | G Andreozzi G Durán              | G Andreozzi G Durán              | 6                                              | 6                                              |                                                |    |        |        |        |        |        |  |
|  | 4           | G Lomakin D Wenger               | G Lomakin D Wenger         | 62                     | 65                     |  |  |                  |                                  |                          | O Luz M Zormann Da Silva | O Luz M Zormann Da Silva | 3               | 2 |            |                                  |                                  |                                                |                                                |                                                |    |        |        |        |        |        |  |
|  |             | O Luz M Zormann Da Silva         | O Luz M Zormann Da Silva   | 7                      | 7                      |  |  |                  | O Luz M Zormann Da Silva         | O Luz M Zormann Da Silva | 7                        | 7                        |                 |   |            |                                  |                                  |                                                |                                                |                                                |    |        |        |        |        |        |  |
|  | WC          | L Esquici J Fonseca              | L Esquici J Fonseca        | 6                      | 6                      |  |  | WC               | L Esquici J Fonseca              | L Esquici J Fonseca      | 5                        | 6(1)                     |                 |   |            |                                  |                                  |                                                |                                                |                                                |    |        |        |        |        |        |  |
|  |             | JP Paz G Villanueva              | JP Paz G Villanueva        | 3                      | 3                      |  |  |                  |                                  |                          |                          |                          |                 |   | 1          | Guido Andreozzi Guillermo Durán  | Guido Andreozzi Guillermo Durán  | Guido Andreozzi Guillermo Durán                | 5                                              |                                                |    |        |        |        |        |        |  |
|  |             | W Leite T Seyboth Wild           | W Leite T Seyboth Wild     | W Leite T Seyboth Wild | W Leite T Seyboth Wild |  |  |                  |                                  |                          |                          |                          |                 |   |            |                                  |                                  | Felipe Meligeni Alves João Lucas Reis da Silva | Felipe Meligeni Alves João Lucas Reis da Silva | Felipe Meligeni Alves João Lucas Reis da Silva | 1r |        |        |        |        |        |  |
|  |             | Bye                              | Bye                        | Bye                    | Bye                    |  |  |                  | W Leite T Seyboth Wild           | 6                        | 2                        | [2]                      |                 |   |            |                                  |                                  |                                                |                                                |                                                |    |        |        |        |        |        |  |
|  |             | F Meligeni Alves J Reis da Silva | 3                          | 6                      | [10]                   |  |  |                  | F Meligeni Alves J Reis da Silva | 3                        | 6                        | [10]                     |                 |   |            |                                  |                                  |                                                |                                                |                                                |    |        |        |        |        |        |  |
|  | 3           | D Dutra da Silva LD Martínez     | 6                          | 4                      | [4]                    |  |  |                  |                                  |                          |                          |                          |                 |   |            | F Meligeni Alves J Reis da Silva | F Meligeni Alves J Reis da Silva | F Meligeni Alves J Reis da Silva               | w/o                                            |                                                |    |        |        |        |        |        |  |
|  |             | M Alves G Heide                  | M Alves G Heide            | M Alves G Heide        | w/o                    |  |  |                  |                                  |                          | M Alves G Heide          | M Alves G Heide          | M Alves G Heide |   |            |                                  |                                  |                                                |                                                |                                                |    |        |        |        |        |        |  |
|  |             | R Olivo TA Tirante               | R Olivo TA Tirante         | R Olivo TA Tirante     |                        |  |  |                  | M Alves G Heide                  | M Alves G Heide          | 6                        | 6                        |                 |   |            |                                  |                                  |                                                |                                                |                                                |    |        |        |        |        |        |  |
|  |             | J Domingues G Elias              | J Domingues G Elias        | 3                      | 4                      |  |  | 2                | B Arias F Zeballos               | B Arias F Zeballos       | 2                        | 3                        |                 |   |            |                                  |                                  |                                                |                                                |                                                |    |        |        |        |        |        |  |
|  | 2           | B Arias F Zeballos               | B Arias F Zeballos         | 6                      | 6                      |  |  |                  |                                  |                          |                          |                          |                 |   |            |                                  |                                  |                                                |                                                |                                                |    |        |        |        |        |        |  |